# De Kathammer
De Kathammer is een windmolen in de buurtschap Achterdichting van het dorp Katwoude, onder Volendam. Het is een achtkantige binnenkruier met de functie van poldermolen. De wieken hebben een vlucht van ongeveer 26,50 meter. De molen wordt ook wel De Katwoudermolen genoemd. De Kathammer is een vernoeming naar het nabijgelegen dorpje Katham, thans een buurtschap van Volendam. Terwijl de andere benaming verwijst naar het dorp Katwoude.
De molen is vermoedelijk in 1650 gebouwd. Op Sinterklaasavond, 5 december 1896, werd de molen door brand grotendeels verwoest. Molenaar Klaas Kelderman zat met zijn dochtertje van elf jaar op schoot in de molen, toen plotseling de bliksem insloeg, waardoor het meisje op slag werd gedood, en de molenaar zelf lelijk verbrand raakte op zijn rug.
Een jaar later werd de molen herbouwd. Hasker Kelderman ging er wonen. Vandaar dat de Volendammers de molen, en het door een vroegere dijkdoorbraak ontstane meertje, lange tijd de Molen van Asker, en de Breek van Asker noemden.
In 1911 werden de wieken en de kap verwijderd. De molen behield de functie van gemaal. In 1986 is de molen gerestaureerd. Op de romp werd een nieuwe kap met wieken geplaatst. Sindsdien draagt de molen 1986 als jaartal.
Eigenaar van de molen is Hoogheemraadschap Hollands Noorderkwartier.

## Foto's

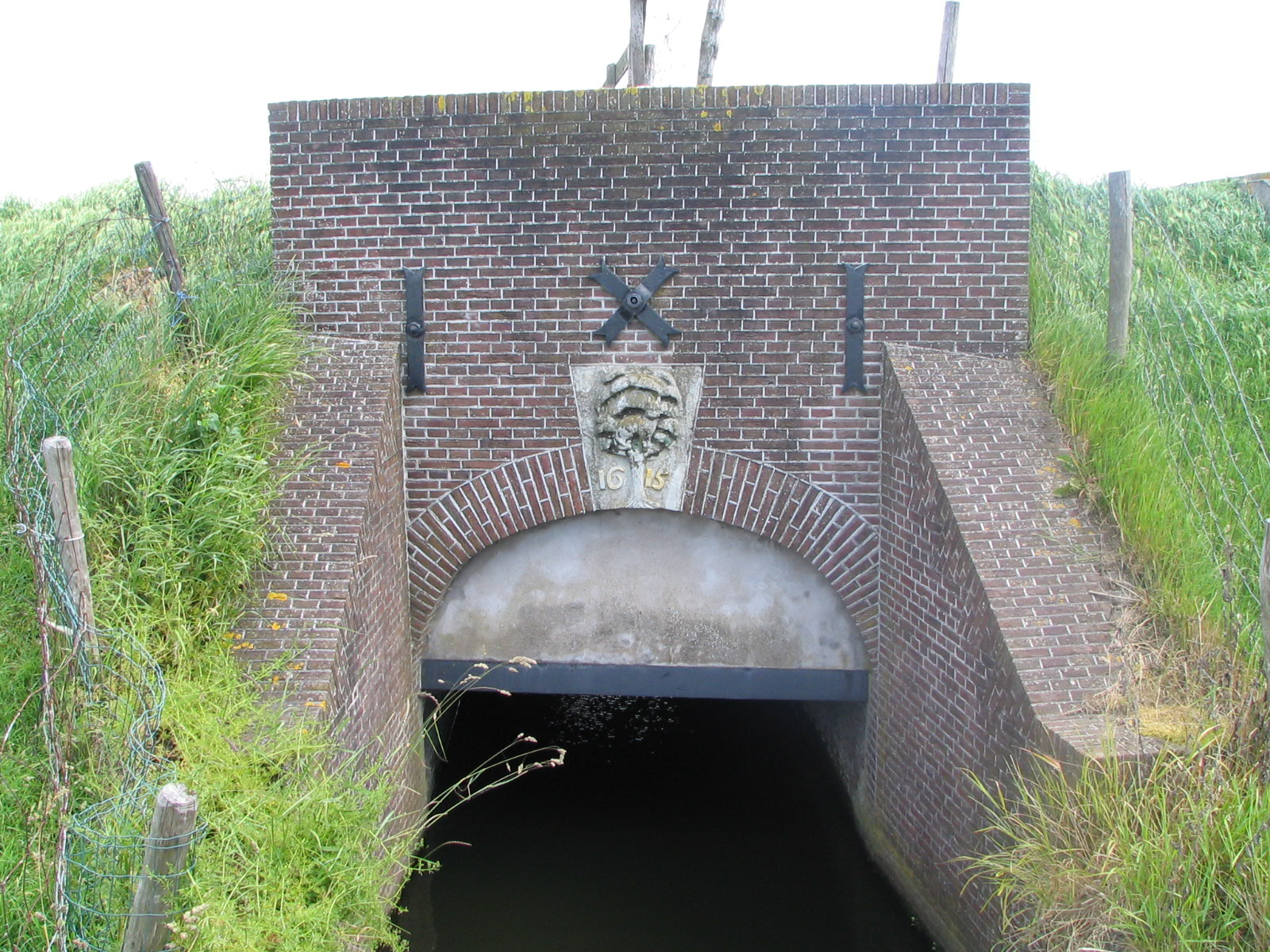
Sluis door de dijk nabij de molen.
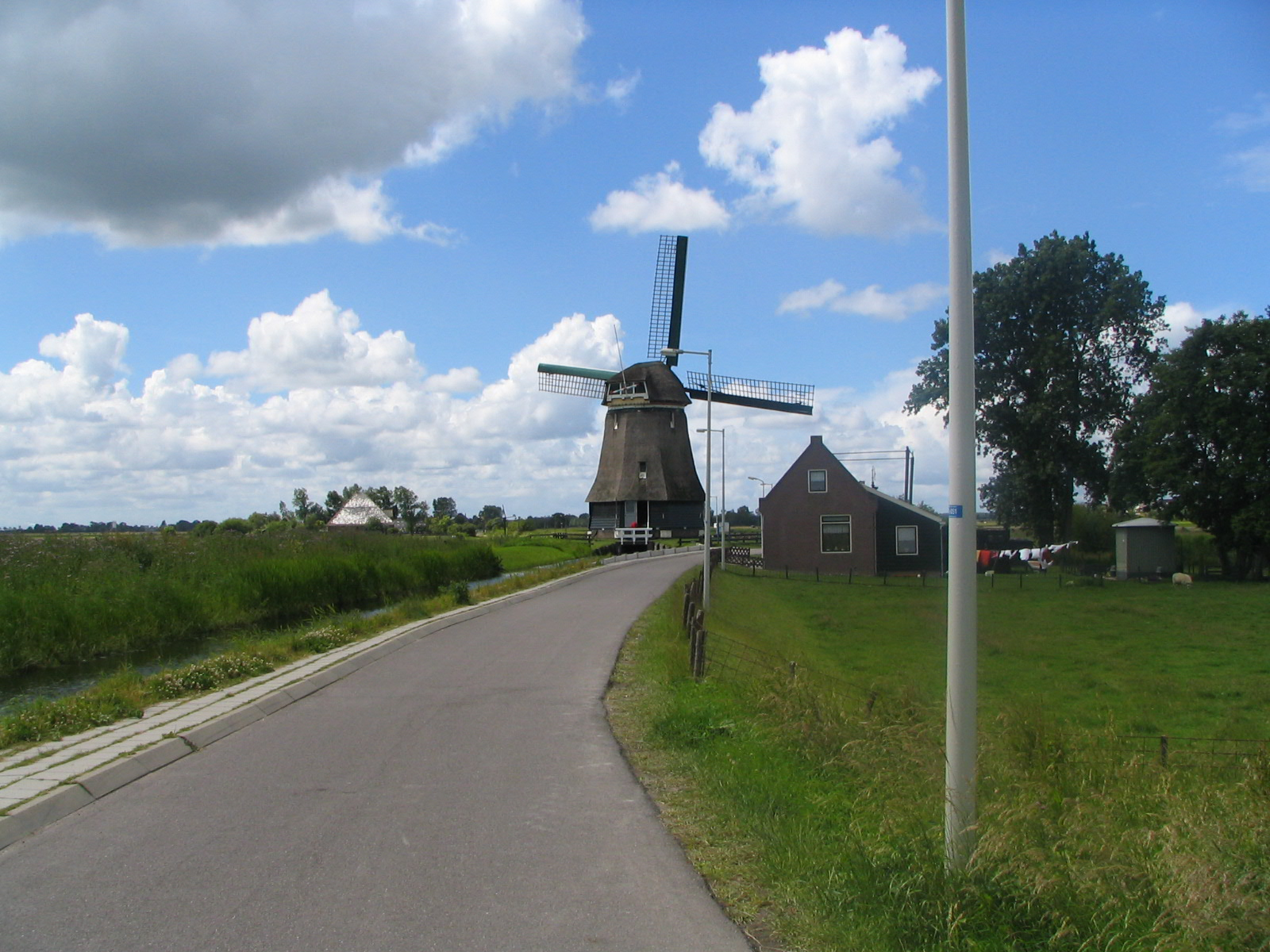